# Klinger Ridge
Klinger Ridge är en bergstopp i Antarktis. Den ligger i Västantarktis. Inget land gör anspråk på området. Toppen på Klinger Ridge är 387 meter över havet.
Terrängen runt Klinger Ridge är platt västerut, men österut är den kuperad. Trakten är obefolkad. Det finns inga samhällen i närheten.